# Alexandru Munteanu
Alexandru Munteanu (Mediaș, 31 ottobre 1987) è un calciatore rumeno, difensore del Timișul Șag.

## Carriera
Ha giocato nella massima serie rumena.